# Teddy Bears' Picnic
Pour plus de détails, voir Fiche technique et Distribution.
Teddy Bears' Picnic est une comédie américaine réalisée par Harry Shearer et sortie en 2001.

## Fiche technique
- Titre original : Teddy Bears' Picnic
- Réalisation : Harry Shearer
- Scénario : Harry Shearer
- Photographie : Jamie Reynoso
- Montage : Jeffrey Ford
- Musique :
- Producteur : Marc Ambrose
  - Producteur exécutif : Timothy Gray
  - Producteur délégué : Michael Kastenbaum, Harry Shearer et John Bard Manulis
  - Coproducteur : Cal Naylor
- Sociétés de production : Century of Progress Productions
- Sociétés de distribution : Magnolia Pictures
- Pays d'origine :  États-Unis
- Langue originale : anglais
- Format : couleur
- Genre : Comédie
- Durée : 80 minutes
- Dates de sortie :
  - États-Unis :
    - 30 avril 2001 (Los Angeles)
    - 29 mars 2002 (en salles)

## Distribution
- Michael McKean : Porterfield Pendleton
- John Michael Higgins : Whit Summers
- Henry Gibson : Clifford Sloane
- Morgan Fairchild : Courtney Vandermint
- Harry Shearer : Joey Lavin
- George Wendt : Général Edison Gerberding
- Kenneth Mars : Gene Molinari
- Fred Willard : Sénateur Roger Dickey
- Ming-Na : Katy Woo
- David Rasche : Elliot Chevron
- Brenda Strong : Jackie Sloane Chevron
- Alan Thicke : lui-même
- Kurtwood Smith : le secrétaire aux transports William Easler
- Scott Mildenhall : le grizzly
- Judith Owen : Nancy McMahon
- Justin Kirk : Damien Pritzker
- Travis Wester : Denny O'Leary
- Bob Einstein : Dom Molinari
- John O'Hurley : Earle Hansen
- Howard Hesseman : Ted Frye
- Joyce Hyser : Jennifer Gersh
- Dick Butkus : lui-même
- Larry Miller : lui-même
- Julie Payne : Lila Claypool
- Thom Sharp : James Neal Taylor
- Dale Turner : Maurice le chauffeur
- Scott Aaronson : un serveur